# Bataille de Wayna Daga
Guerre Adal-Éthiopie
Batailles
La Bataille de Wayna Daga était une bataille à grande échelle entre les forces éthiopiennes-portugaises et les forces Adalo-ottomanes à l'est du lac Tana en Éthiopie le 21 février 1543. Les sources disponibles donnent différentes dates pour la bataille. Dirigée par l'Empereur Galawdewos, l'armée combinée d'Éthiopiens et de portugais a vaincu l'armée Adalo-Ottomane dirigée par l'Imam Ahmad ibn Ibrahim al-Ghazi. L'imam Ahmad a été tué dans la bataille et ses partisans ont été complètement mis en déroute,.

## Contexte
Lors de la bataille de Wofla (28 août 1542), l'imam Ahmad écrasa le corps expéditionnaire portugais, tuant la plupart de ses hommes, capturant pratiquement toutes les armes à feu dont ils disposaient, et capturant et tuant son chef, Cristóvão da Gama. L'Imam a connu une victoire décisive sur son plus grand ennemi dans la Corne de l'Afrique dont l'armée est affaiblie avec la mort de son chef. Il réduisit ensuite le nombre de mercenaires arquebusiers ottomans à 200, et comptant sur ses propres forces, il se retira à Emfraz près du lac Tana pour la prochaine saison des pluies. Miguel de Castanhoso déclare que ces arquebusiers ont quitté son service parce qu'ils étaient mécontents qu'il ait décapité Da Gama, qu'ils voulaient présenter à l'empereur ottoman. Cependant, Beckingham note qu'une chronique du Hadhrami déclare que certains d'entre eux ont menacé la vie de l'Imam à moins qu'il ne leur donne 10 000 onces d'or, auxquelles il « a donné une réponse très favorable ». Lorsque le reste du groupe a appris leur succès, ils sont venus voir l'Imam et ont fait une demande similaire; décidant qu'il n'avait plus besoin de leurs services, il les renvoya chez eux en leur donnant 2 000 onces d'or.
Cependant, Da Gama avait inspiré une loyauté féroce à ses partisans survivants, dont tous sauf 50 s'étaient rassemblés après leur défaite autour de la reine Seble Wongel, et se réfugiaient à « La Montagne des Juifs », que Whiteway identifie comme Amba Sel. Castanhoso, écrivant des décennies après les faits, déclare qu'après que l'Empereur Gelawdewos ait rejoint les survivants, et voyant le nombre d'hommes qui ont afflué à l'étendard de l'Empereur, à Noël « nous sommes allés à la Preste et l'avons supplié de nous aider à venger la mort de Dom Christovão ». Gelawdewos a accepté de marcher contre l'Imam. Les armes à feu portugaises qui avaient été entreposées à Debre Damo ont été produites. Un message a été envoyé à une compagnie de soldats portugais qui s'étaient rendus à Debarwa pour trouver un passage pour rentrer chez eux, mais ils n'ont pas répondu à temps pour la bataille à venir.
Les forces alliées ont passé les mois suivants à parcourir les provinces avant de se diriger vers le camp de l'imam Ahmad à côté du lac Tana. Le 13 février 1543, ils ont vaincu un groupe de cavalerie et d'infanterie dirigé par le lieutenant de l'Imam Sayid Mehmed dans Wogera (correspondant à peu près à la woreda moderne du même nom), tuant Sayid Mehmed. Des prisonniers, on apprit que l'Imam était campé à seulement cinq jours de marche à Deresgue, et au ras de la victoire, l'armée marcha pour affronter son ennemi.

## Emplacement
Comme pour de nombreuses batailles du récit de Castanhoso, publié 20 ans après les événements qu'elles décrivent, l'endroit exact où les deux forces se sont rencontrées n'est pas connu. Les histoires générales de l'Éthiopie sont vagues : Paul B. Henze, dans ses « couches du temps », implique que le champ de bataille était proche du lac Tana, et dans une note de bas de page déclare qu'une grande partie de l'activité de combat à cette époque « serait semblent avoir été à Gaynt », l'ancienne province située au sud-est du lac Tana. Richard Pankhurst dans The Ethiopian: A History place l'engagement dans "Western Bagemder", qui couvrait la zone correspondant au contemporain Debub Gondar Zone. Enfin, le nom lui-même n'est d'aucune utilité : Wayna Daga est le mot traditionnel amharique désignant les régions climatiques situées entre les altitudes plus élevées et montagneuses du Daga (2 600 mètres au-dessus du niveau de la mer et au-dessus) et les altitudes des basses terres Qolla (entre 1 400 et 2 000 mètres au-dessus du niveau de la mer). La plupart des terres autour du lac Tana se situent dans cette région climatique moyenne.
Whiteway, dans son introduction au récit de Castanhoso, discute des preuves qu'il a pu rassembler pour son emplacement. Castanhoso lui-même ne nomme pas le lieu ; c'est Pedro Páez qui a le premier donné le nom de Wayna Daga. Le plus jeune contemporain de Paez, Jerónimo Lobo, localise la bataille à un endroit appelé  Granhi Berr Jaaf Granhi , ou Granhi's Gate, Granhi's Tree. On a dit à Lobo que la localité avait acquis ce nom lorsque l'Imam Ahmad, se trouvant mortellement blessé dans la bataille, « dans une grande douleur et rage, a pris le cimeterre dégainé avec lequel il se battait et a porté un coup sur le tronc d'un arbre près de lui ». Lobo ajoute qu'on lui a montré le lieu, l'arbre et la marque. James Bruce, voyageant au sud de Dengel Ber plus de trois siècles plus tard, mentionne le passage « du petit village de Waindega, célèbre pour la bataille décisive entre le roi Claudius et le Maure Gragne », ajoutant dans une note de bas de page que le village était « autrement appelé Graneber ». Cependant, comme le fait remarquer Whiteway, « La difficulté qui se présente à mon esprit est, de comprendre par quelle stratégie possible une armée partant de Darasgue, et l'autre de Woggera, ni désireuses d'éviter un engagement, et les deux points de départ étant au nord du lac Tzana, la bataille décisive aurait pu avoir lieu à son coin sud-ouest ». Bruce a peut-être été du même avis, car plus tôt dans son long récit de l'histoire éthiopienne, lorsqu'il raconte la bataille de Wayna Daga, Bruce semble indiquer que les deux armées se sont battues à l'angle nord-est du lac. Whiteway note que deux explorateurs, Combes et Tamisier, qui ont traversé le pays montagneux au nord-est du lac Tana. Whiteway note que deux explorateurs, Combes et Tamisier, qui ont traversé le pays montagneux au nord-est du lac Tana en 1835 appellent cette région Ouenadega ou Wayna Daga, et il conclut sa discussion en y situant la bataille.

## Bataille
Une fois que l'armée éthiopienne a trouvé l'armée de l'imam Ahmad, ils ont installé un camp à proximité. L'empereur Gelawedewos a déconseillé d'engager l'ennemi tout de suite, espérant que les 50 soldats portugais manquants arriveraient bientôt car « dans ce pays, cinquante Portugais sont un plus grand renfort que mille indigènes ». Au cours des jours suivants, chaque camp a commencé à harceler l'autre avec des raids de cavalerie. La partie alliée a eu le meilleur de l'échange, empêchant leurs adversaires de s'aventurer hors de leur camp pour se ravitailler, jusqu'à ce que le camp de l'Imam réussisse à tuer le principal soldat éthiopien, Azmach (Fitawrari) Keflo, ce qui a démoralisé le troupes éthiopiennes. Face à la désertion potentielle de ses forces, Galawedewos a décidé qu'il ne pouvait plus attendre et s'est préparé à un assaut le lendemain.
Les deux forces ont commencé la bataille principale tôt le lendemain, la force éthiopienne-portugaise étant divisée en deux groupes. Au front se trouvaient les Portugais avec 250 cavaliers abyssins et 3 500 fantassins, qui étaient dirigés par un mulâtre portugais nommé Ayres Dias ; à l'arrière se trouvait l'empereur Gelawdewos avec 250 autres cavaliers et tout le reste des fantassins. La force Adalo-Ottomane, également avancée en deux groupes, l'Imam Ahmad en personne au front, avec 200 arquebusiers turcs, 600 cavaliers et 7 000 fantassins. Ceux du front attaquaient sur les deux flancs; à l'arrière se trouvait son commandant, nommé Guanca Grade (Garad) avec 600 cavaliers et 7 000 fantassins, qui comme le front attaquaient lourdement. Les Portugais, voyant que les musulmans dominaient, les chargèrent, en tuant beaucoup et refoulant les autres; les Abyssins, honteux de les voir combattre seuls, s'y jetèrent si vigoureusement qu'ils laissèrent une « trace au fur et à mesure ». L'Imam, voyant ses hommes perdre du terrain, s'avança pour les encourager, avec son fils à ses côtés. Selon des sources portugaises, c'est ici que l'imam a été atteint d'une balle dans la poitrine qui l'a jeté à bas de son cheval, bien que les sources diffèrent quant à la manière dont il est mort.
Selon Castanhoso, l'imam s'est approché si près des lignes qu'il a été reconnu par les arquebusiers portugais, qui ont dirigé leur puissance de feu combinée sur lui, et l'une des arquebuses du groupe a tiré le coup. Bien qu'il ait été témoin oculaire de la bataille, Castanhoso insiste constamment dans son récit sur l'identité corporative de l'expédition portugaise après la mort de Da Gama : « Nous portions devant nous la bannière de la Sainte Compassion (Sancta Misericordia) ; la Preste avait cherché à nommez l'un de nous Capitaine, mais nous ne voulions que personne d'autre que la bannière de lui-même pour nous conduire, car il n'était pas prévu que nous suivions un autre, ayant perdu ce que nous avions perdu ». Il existe une autre tradition, au moins aussi ancienne que João Bermudes, et répétée par toutes les autres sources quasi contemporaines (par exemple, Gaspar Correia, Jerónimo Lobo), qui donne le crédit à un João de Castilho; João a chargé les troupes d'Adal afin de pouvoir tirer à bout portant sur Ahmad Gragn, un acte audacieux qui a entraîné sa mort. Cependant, une autre source éthiopienne contemporaine, bien que soulignant la bravoure des soldats étrangers, leur dénie la gloire de la victoire. La chronique locale affirme que c'est en fait l'un des propres soldats de Gelawdewos qui a tué l'Imam, mais elle n'identifie pas qui était ce soldat ni comment l'Imam a été tué.
Peu de temps après, certains des musulmans ont tenté de fuir, tandis que d'autres ont tenté de les arrêter, ce qui les a gênés les uns les autres. Témoins de leur désordre et de leur confusion, les Portugais ont attaqué et tué nombre d'entre eux. Simultanément, l'armée de Gelawdewos a attaqué l'arrière musulman, entraînant une déroute dévastatrice, les musulmans en fuite ont été poursuivis par les Éthiopiens et les Portugais qui les ont abattus alors qu'ils couraient vers leur camp. Les Portugais ont principalement suivi les Turcs, comme le décrit Castanhoso ; « ils n'ont pas pu assouvir leur vengeance », sur les 200 Turcs pas plus de 40 ont survécu,.
L'épouse de l'imam Ahmad, Bati del Wambara, a réussi à s'échapper avec les Turcs survivants, 300 cavaliers de sa garde personnelle et autant du trésor de l'imam qu'ils pouvaient transporter. Au moment où ils ont quitté leur camp, l'armée éthiopienne victorieuse a afflué, massacrant tous ceux qu'ils rencontraient à l'exception des femmes et des enfants. Parmi les femmes se trouvaient de nombreux captifs chrétiens et, comme le raconte Castanhoso, « certains trouvèrent des sœurs, d'autres des filles, d'autres leurs épouses, et ce fut pour eux un grand plaisir de les voir délivrés de la captivité ».

## Conséquences
Selon Castanhoso et l'histoire de João de Castilho : à la fin de la bataille, lorsque l'empereur Galawedewos a offert la main de sa sœur en mariage à l'homme qui a tué l'Imam, l'un de ses capitaines, Azmach Calite, un jeune, a présenté la tête de l'Imam comme preuve de l'acte ; mais une enquête ultérieure a révélé que les Portugais l'avaient mortellement blessé avant que le soldat n'ait coupé la tête de l'Imam, « il n'a donc pas donné sa sœur à cet homme, ni récompensé les Portugais, car on ne savait pas qui l'avait blessé ».
Selon Bruce, il restait un chef ennemi, Joram, avec une force considérable toujours en fuite. Joram avait chassé Gelawdewos « de sa cachette sur le mont Tsalem, et l'avait forcé à traverser le Tekezé à pied, avec le même danger d'être noyé ou pris ». Joram n'avait pas pu rejoindre l'Imam avant la bataille, et l'empereur Gelawdewos apprit qu'il se hâtait vers lui, ignorant que la bataille avait déjà été perdue. Gelawdewos a envoyé un groupe qui a réussi à lui tendre une embuscade, « ce qui a fermé le compte de Gelawdewos avec les ennemis de son père ».
Le père du Bahr negus, qui avait désespéré que l'Empereur légitime soit rétabli au pouvoir et était devenu un précieux partisan de l'Imam, a demandé pardon à Gelawdewos, offrant le fils de l'Imam Ahmad en échange; malgré la colère de l'empereur face à la trahison de l'homme, par respect pour le  Bahr negus , qui avait fourni une aide essentielle pour amener l'expédition portugaise en Éthiopie, Gelawdewos a consenti à l'offre. Le fils de l'Imam s'est avéré plus tard un prix utile, car il a ensuite été échangé contre le propre frère de l'empereur, Menas, qui a ensuite succédé à Gelawdewos. A un certain nombre d'autres chrétiens qui avaient rejoint l'imam Ahmed Gragn ont accompagné le père du Bahr negus' dans le camp, mais n'ayant pas l'influence ou la monnaie d'échange qu'il avait, l'empereur a ordonné l'exécution de certains d'entre eux. D'autres personnes qui ont demandé son sauf-conduit, l'empereur Gelawdewos l'ont accordé, « car il y en avait tellement qui s'il avait ordonné de tous les tuer, il serait resté seul ».
À Pâques (25 mars), il est devenu clair pour Gelawdewos qu'il ne serait pas en mesure de faire le tour de son empire nouvellement conquis pour impressionner son autorité sur toutes ses parties avant le début de la saison des pluies, alors il a installé son camp «à trois lieues » dans un endroit sans nom sur les rives du lac Tana. Une fois les pluies terminées, l'empereur Gelawdewos a commencé la longue tâche de consolider son règne.